# Gregory Campbell
Gregory James Campbell (* 17. Dezember 1983 in London, Ontario) ist ein ehemaliger kanadischer Eishockeyspieler und derzeitiger -trainer, der während seiner aktiven Karriere zwischen 2000 und 2016 unter anderem 862 Spiele für die Florida Panthers, Boston Bruins und Columbus Blue Jackets in der National Hockey League bestritten hat. Den größten Erfolg seiner Karriere feierte er im Jahr 2011 mit dem Gewinn des Stanley Cups in Diensten der Boston Bruins. Sein Vater Colin Campbell war ebenfalls professioneller Eishockeyspieler.

## Karriere
Gregory Campbell begann seine Karriere als Eishockeyspieler bei den Plymouth Whalers, für die er von 2000 bis 2002 insgesamt zwei Jahre lang in der Ontario Hockey League aktiv war. Anschließend wurde er im NHL Entry Draft 2002 in der dritten Runde als insgesamt 67. Spieler von den Florida Panthers ausgewählt. Zunächst verbrachte der Center jedoch ein weiteres Jahr in der OHL, in dem er für die Kitchener Rangers auf dem Eis stand. In der Saison 2003/04 spielte Campbell erstmals im professionellen Eishockey, als er in den Kader von Floridas damaligem Farmteam San Antonio Rampage aus der American Hockey League (AHL) aufgenommen wurde. In derselben Spielzeit gab der Kanadier sein Debüt in der National Hockey League, in der er zwei Mal für die Panthers zum Einsatz kam. Die folgende Spielzeit verbrachte Campbell komplett in San Antonio aufgrund des Lockouts in der NHL.
Ab der Saison 2006/07 gehörte Campbell ausschließlich zum NHL-Kader der Panthers. Im Juni 2010 gaben ihn diese in einem Tauschhandel gemeinsam mit Nathan Horton an die Boston Bruins ab und erhielten Dennis Wideman, ein Erstrunden-Wahlrecht sowie ein Drittrunden-Wahlrecht im NHL Entry Draft 2010. Mit den Bruins gewann Campbell in der Saison 2010/11 den Stanley Cup.
Nach fünf Jahren in Boston wurde sein Vertrag nach der Saison 2014/15 nicht verlängert, sodass er sich im Juli 2015 als Free Agent den Columbus Blue Jackets anschloss. Nachdem er in der Spielzeit 2015/16 kein Pflichtspiel der Jackets verpasst hatte, sollte er mit Beginn der Saison 2016/17 zu den Cleveland Monsters in die AHL geschickt werden. Dies verweigerte Campbell jedoch, sodass man sich im Dezember 2016 auf eine Auflösung des Vertrages einigte. In der Folge vertrat er das Team Canada kurz vor dem Jahreswechsel erfolgreich beim Spengler Cup, ehe der Stürmer nach der Beendigung der Spielzeit am 9. Juni 2017 im Alter von 33 Jahren seinen Rückzug aus dem aktiven Sport bekannt gab und mit sofortiger Wirkung in den Trainerstab seines letzten Arbeitgebers aus Columbus wechselte.

### International
Gregory Campbell nahm mit der kanadischen Nationalmannschaft an der U20-Junioren-Weltmeisterschaft 2003 teil, bei der er mit seiner Mannschaft die Silbermedaille gewann.

## Erfolge und Auszeichnungen
| - 2002 Teilnahme am CHL Top Prospects Game - 2003 J.-Ross-Robertson-Cup-Gewinn mit den Kitchener Rangers - 2003 Memorial-Cup-Gewinn mit den Kitchener Rangers - 2003 Memorial Cup All-Star-Team | - 2003 George Parsons Trophy - 2003 Ed Chynoweth Trophy - 2011 Stanley-Cup-Gewinn mit den Boston Bruins - 2016 Spengler-Cup-Gewinn mit dem Team Canada |

### International
- 2003 Silbermedaille bei der U20-Junioren-Weltmeisterschaft

## Karrierestatistik

### International
Vertrat Kanada bei:
- U20-Junioren-Weltmeisterschaft 2003

(Legende zur Spielerstatistik: Sp oder GP = absolvierte Spiele; T oder G = erzielte Tore; V oder A = erzielte Assists; Pkt oder Pts = erzielte Scorerpunkte; SM oder PIM = erhaltene Strafminuten; +/− = Plus/Minus-Bilanz; PP = erzielte Überzahltore; SH = erzielte Unterzahltore; GW = erzielte Siegtore; 1 Play-downs/Relegation; Kursiv: Statistik nicht vollständig)